# Jean-Pierre Voiret

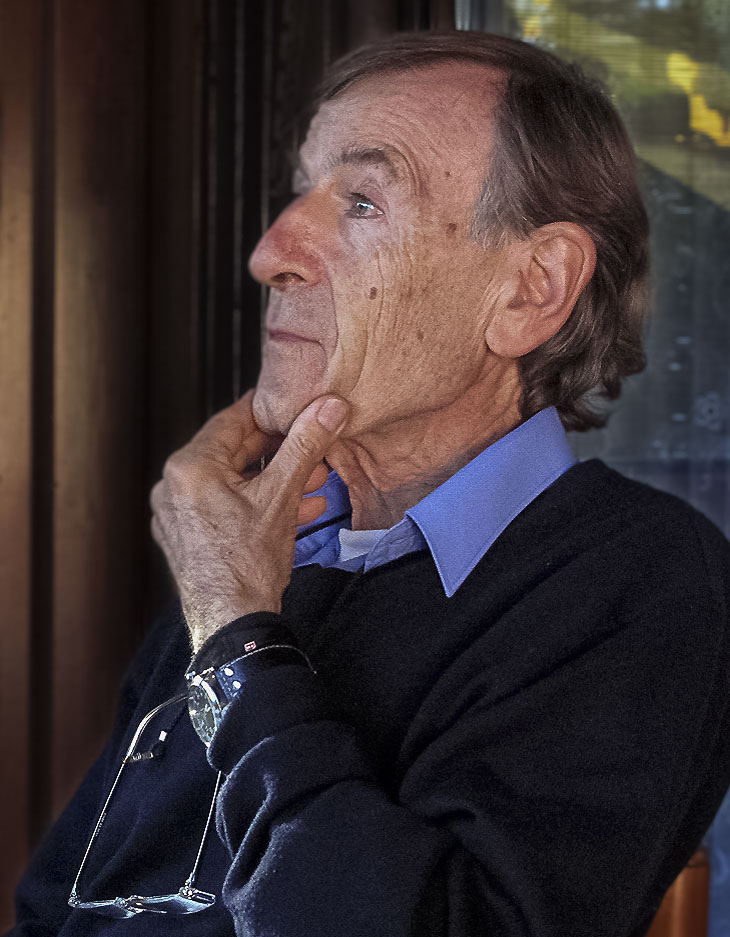
Jean-Pierre Voiret

Jean-Pierre Voiret (* 12. Dezember 1936 in Lyon, Frankreich) ist ein Naturwissenschaftler und Sinologe. 

## Leben und Werk
Sein Großvater war Marine-Ingenieur, sein Vater Diplom-Chemieingenieur und seine Mutter Pianistin. Er besuchte das Gymnasium in Lyon, wo er das französische Abitur bestand. Voiret studierte an der Eidgenössischen Technischen Hochschule Zürich (ETHZ) ab 1957 Chemie und Metallurgie. Er erhielt 1964 sein Diplom als Ingenieur und promovierte 1968. Nach einigen Jahren in der Forschungsabteilung der Elektrodenfabrik Oerlikon (Schweißtechnik) machte er sich als technischer Übersetzer selbständig. Das erlaubte ihm, in den Jahren 1974 bis 1979 an der Universität Zürich Sinologie zu studieren. In dieser Zeit vertiefte er sich mithilfe der Astronomen William Brunner-Bosshard und Gion Gieri Coray in die Archäo-Astronomie und untersuchte mit Coray megalithische Steinsetzungen in Graubünden und megalithische Tempel in Malta.
Während beinahe 30 Jahren (1975–2003) reiste er in verschiedenen Funktionen alle zwei Jahre nach China und erhielt so einen tieferen Einblick in die Entwicklung dieses damals noch rückständigen Landes zu einer modernen Großmacht.
1984 und 1987 plante und führte Voiret zwei archäo-astronomische Expeditionen nach China durch (die zweite mit moralischer Unterstützung von Joseph Needham [Cambridge], von der ETH Zürich und von der Chinesischen Akademie der Wissenschaften), und etablierte so Grundlagen zum Studium des chinesischen Megalithikums. Die Erkenntnisse dieser Studien führten ihn schließlich – basierend auf der Neuauslegung von astronomischen Schriftzeichen auf Orakelknochen – zu seinen bahnbrechenden Erkenntnissen über die Entstehung der Hochkultur.
Ab 1987 war er Lehrbeauftragter für chinesische Wissenschafts- und Technikgeschichte  an der Eidgenössischen Technischen Hochschule Lausanne (EPFL) für Nach-Diplom-Studierende. In dieser Zeit waren seine Forschungsschwerpunkte der Einsatz von Intelligenz in den menschlichen Gesellschaften, der astronomische Ursprung von chinesischen Ideogrammen, die Rolle der Astronomie in der Entstehung der Hochkultur, das Yijing als Astronomie-zentrierte Naturphilosophie und die „Needham-Frage“: Er erkannte, dass die Traumatisierung Chinas durch die Mongolenherrschaft die Weiterentwicklung der hochstehenden Technologie der Song-Dynastie bis in die Neuzeit verhindert hatte.
Von 1994 bis 2003 hatte er einen Lehrauftrag für spezielle Aspekte der chinesischen Geschichte am Ostasiatischen Seminar (heute: Asien-Orient-Institut) der Universität Zürich inne. Im Rahmen seiner Vorlesungsreihen entstand 1996 in Zusammenarbeit mit seinen Studenten das Buch „Gespräch mit dem Kaiser und andere Geschichten.“
Voiret veröffentlichte zahlreiche Artikel und Rezensionen in den „Asiatischen Studien“, dem Organ der Schweizerischen Gesellschaft für Asienkunde (heute Schweizerische Asiengesellschaft), wo er – wie auch in der Schweizerischen Gesellschaft für Technikgeschichte eine Stellung im Vorstand innehatte.
Er organisierte, z. T. unter Mitwirkung weiterer Fachleute, mehrere Ausstellungen über China. Seit Beginn seiner Studien sammelte Voiret alte Bücher über China, die im 17., 18. und 19. Jahrhundert im Westen veröffentlicht worden waren und das europäische Publikum mit dem damals unbekannten China bekannt gemacht hatten. Seine Sammlung wurde im Jahre 1994 von der Universität Zürich für das Asien-Orient-Institut erworben, 1996 an die Zentralbibliothek übergeben und anlässlich der Ausstellung „China und der Westen“ im Jahre 2009 u. a. in Szene gesetzt.
Schließlich führte Voiret von 1975 bis 2003 als freier Mitarbeiter der Jesuiten-Zeitschrift „Orientierung“, mit knapp dreißig Artikeln und Rezensionen, die jesuitische Tradition der Aufklärung Europas in Hinsicht auf China weiter.
Voiret spricht sechs Fremdsprachen und wurde zweimal im Who’s Who in Switzerland aufgeführt.
Seit seiner Pensionierung im Jahre 2001 bleibt Voiret durch Vorträge und Veröffentlichungen der sinologischen Wissenschaft und Gelehrtenwelt verbunden.

## Ausgewählte Werke
A. Bücher und Beiträge in Büchern
- Oriens Extremus. Poèmes. Eigenverlag, Thalwil 1980, Neudruck, Winterthur 2022.
- Zhi – Papier und Graphik im alten China. Katalog der Ausstellung „Zhi – Papier und Graphik im alten China“ in der Graphischen Sammlung ETH Zürich. Paeda-Media-Genossenschaftsverlag, Thalwil 1983 (zweisprachig D/F).
- Nachwort für das Buch Christus kam bis nach China von Jacques Gernet, Artemis Verlag, Zürich 1984, S. 291–294. Neu veröffentlicht in: Die Begegnung Chinas mit dem Christentum, Monumenta Serica Monograph Series LXII, Sankt Augustin, 2012.
- Die Frühgeschichte der Seide: Beitrag zum Ausstellungskatalog Seide – Geschichte eines edlen Gewebes, NZZ-Verlag, Zürich 1985.
- Essai sur l’astronomie en Chine archaïque. Forschungsbericht für Pro Helvetia, Sonder-Veröffentlichung, Freienbach 1986. (Auszüge in: Helvetia archaeologica, 137, 2004 usw.)
- Religionen und Technik in China: Beitrag zur Enzyklopädie Technik und Kultur, Bd. II, Agricola-Gesellschaft/VDI, Düsseldorf, 1990. „Wunschtraum und Wirklichkeit – Technik und Staat in China“: Beitrag zur Enzyklopädie Technik und Kultur, Bd. IX, Agricola-Gesellschaft/VDI, Düsseldorf 1992.
- La mise en œuvre d’intelligence: moteur de l’histoire et pierre angulaire de notre avenir: Beitrag zum Buch Transformations techniques et société, École Polytechnique Fédérale de Lausanne éd., Verlag Peter Lang, Bern, 1992.
- Panorama der technischen Hochkultur Chinas und ihr Einfluss auf Europa sowie Abriss zur chinesischen Technik und Wissenschaft: Beiträge zum Buch China, eine Wiege der Weltkultur, von A. Eggebrecht, Hg., Zabern Verlag, Mainz 1994.
- mit Anton von Euw: Marco Polo. Katalog zur Marco Polo-Ausstellung, Le Point, Zürich, 1995. (Auch Ausgaben in chinesischer und englischer Sprache für die Marco Polo-Ausstellungen in Peking und Shanghai, 1998)
- Gespräch mit dem Kaiser und andere Geschichten (Hg.). Peter Lang Verlag, Bern, 1996
- Zwei Kapitel und Nachwort im Buch China 1963–1998: Der gewundene Weg von der dritten zur zweiten Welt  von E. Hürsch Hg., Herbig Verlag, München, 1999
- Martino Martini: Missionary, scholar and geographer. Einführungs- und Hintergrundkapitel zum Novus Atlas Sinensis-Faksimile; Herausgeber: Swiss Chamber of Commerce, Beijing, 2004.
- Genf und die Verbreitung der Chinoiserie in der Schweiz: Beitrag zum Buch China in der Schweiz, 2 Bde., Verlag Offizin (Orell-Füssli), Zürich, 2005.
- Europa trifft China, China trifft Europa. Diverse Textbeiträge zum Ausstellungsführer von E. Zettl, J.-P. Voiret et al. Herausgeber: Bodensee-Institut, Goldach, STWG Konstanz, 2010.
- Needhams question in retrospect, Understanding China: the case of the Daodejing und Note on the Voiret collection: 3 Beiträge zum Buch Europa trifft China. Franz Steiner Verlag (Sammlung Missionsgeschichtliches Archiv), Stuttgart, 2012.
- Praecipui scientiarum libri... und Schrecks Reise nach China: zwei Beiträge zum Buch Johannes Schreck-Terrentius, Wissenschaftler und Chinamissionar von Erich Zettl & Cl. v. Collani, Hg., Franz Steiner Verlag (Sammlung Missionsgeschichtliches Archiv), Stuttgart, 2016.
- Der Himmel und die Chinesen: Astronomie und die Urgeschichte Chinas. Paul Widmer und Walter Landolt (Hrsg.) , Deutsche Ostasienstudien 43, Ostasien Verlag, Gossenberg, 2022.
- Ex Oriente Lux?: Studien über China, 1976-2016. Paul Widmer und Walter Landolt (Hrsg.), Beiträge zur interkulturellen Geistesgeschichte 1, Cuvillier Verlag, Göttingen, 2022.
- La renaissance de la Chine -- Repères historiques et faits. Editions Pacifica, Paris, 2024. Französische Ausgabe von Ex Oriente Lux?: Studien über China, 1976-2016. Übersetzung von Jean-Pierre Voiret.

B Artikel (Auswahl)
Voiret hat über sechzig Artikel und Rezensionen in den Asiatischen Studien, Bern, in der Zeitschrift Orientierung, Zürich, in der Tageszeitung Neue Zürcher Zeitung, Zürich, und in anderen Zeitschriften und Zeitungen, z. T. auch in China, veröffentlicht. Beispiele:
- “Joseph Needham on Chinese steel and iron metallurgy”, in: Asiatische Studien, Bern, XXXIX, Nr. 1–2/1985, Seite 96–107.
- “Contribution à l’origine de l’écriture en Chine: sur la genèse astronomique de certains pictogrammes”, in: Asiatische Studien, Bern, L, Nr. 4/1996, Seite 971–1004.
- „Joseph Franz Rock: Expedition zum Amnye Machen in Südwest-China im Jahre 1926“. Rezension in: Asiatische Studien, Bern, LVII, Nr. 2/2003, Seite 434–438.
- „Eine Chinaenzyklopädie zur Zeit der Aufklärung: Bibliographische Notizen zu Du Haldes “Description de la Chine” aus dem Jahr 1735“, in Orientierung, Zürich, 69, Nr. 17, 15. September 2005, Seite 178–180.
- „Andere Geschichte, andere Tradition: Zur rechtlichen Stellung der Kirchen in China“, in Orientierung, Zürich, 70, Nr. 3, 15. Februar 2006, Seite 26–29.
- “Zhongguo zai Feizhou de heping gongshi” („Die friedliche Offensive Chinas in Afrika“), in: Jiangsu shehui kexue (Jiangsu Social Sciences), Jhg. 2014, Bd. 5, Seite 140–147.
- “Naxi-wenhua” („Die Naxi Kultur“), in: Beijing dongba wenhua yishu fazhan cujin hui (Beijing Association of Dongba culture and arts), Work briefing XII, September 2016, Seite  42–48.
- Voiret-Artikel in „Orientierung“: Alle Hefte sind online abrufbar. Dort sind auch Voirets 29 Artikel zu finden.
- Voiret-Artikel in „Asiatische Studien“: Alle Hefte der Zeitschrift „Asiatische Studien“ wurden von der ETH Zürich online gestellt. Eingabe im Suchfeld: Voiret
- Nachruf auf seinen Freund und Sinologen Gunnar Richter (1936–2021) in „Asiatische Studien“, Nr. 75, Heft 1, Seiten 1–4.

## Ausstellungen und Beiträge zu Ausstellungen
- 1983: Papier und Graphik im alten China

Ausstellung in: Graphische Sammlung der ETH Zürich, Zürich, und Musée de l’Évêché, Lausanne, Schweiz. Katalog: Jean-Pierre Voiret, 1983 (siehe Bibliographie).
- 1995–1996: China, Wiege des Wissens

Für diese Ausstellung im Verkehrshaus Luzern (Museum der Technik), Schweiz:
Konzept des Planetarium-Sonderprogramms „Astronomie im alten China“ und
Mitarbeit an dessen Realisierung.
- 1996 und 1998: Marco Polo (mit Anton von Euw)

Ausstellung 1996 in Zürich, Schweiz; Ausstellungen 1998 im Museum der Hauptstadt in Räumen des Konfuzius-Tempels, Beijing, China, und in der Bibliothek der Universität, Shanghai, China. Katalog: Voiret, J.-P., A. von Euw, 1996 (siehe Bibliographie). Für die Ausstellung in China: Ausgaben in englischer und chinesischer Sprache, gleiche Autoren, 1998.
- 2010: Europa trifft China, China trifft Europa (mit E. Zettl et al.)

Ausstellung im Lichthof der Universität Zürich, Schweiz. Katalog: Zettl, Erich, Voiret, Jean-Pierre et al., 2010 (siehe Bibliographie).